# كوني هال
كوني هال (بالإنجليزية: Connie Hall)‏ هي مغنية مؤلفة أمريكية، ولدت في 24 يونيو 1929.

## وصلات خارجية
- كوني هال على موقع ميوزك برينز (الإنجليزية)
- كوني هال على موقع ديسكوغز (الإنجليزية)